# マンハッタンステークス
マンハッタンステークス（Manhattan Stakes）は、アメリカ合衆国のベルモントパーク競馬場にて、毎年6月に開催される競馬の競走である。

## 概要
グレード制ではGIに類される。芝10ハロンで施行され、出走条件は4歳以上馬。100年以上歴史のあるレースで、東海岸を中心とした芝の有力馬が集まるレースである。ベルモントステークスと同日に行われるレースである。
2020年は新型コロナウイルス感染拡大の影響で7月に順延開催される。

## 近年の勝ち馬
- 2025年 Deterministic
- 2024年 Measured Time
- 2023年 Up to the Mark
- 2022年 Tribhuvan
- 2021年 Domestic Spending
- 2020年 Instilled Regard
- 2019年 Bricks and Mortar
- 2018年 Spring Quality
- 2017年 Ascend
- 2016年 Flintshire
- 2015年 Slumber
- 2014年 Real Solution
- 2013年 Point of Entry
- 2012年 Desert Blanc
- 2011年 Mission Approved
- 2010年 Winchester
- 2009年 Gio Ponti
- 2008年 Dancing Forever
- 2007年 Better Talk Now
- 2006年 Cacique
- 2005年 Good Reward
- 2004年 Meteor Storm
- 2003年 Denon
- 2002年 Beat Hollow
- 2001年 Forbidden Apple
- 2000年 Manndar
- 1999年 Yagli
- 1998年 Chief Bearhart

### レース結果の出典
- Equibase
  - 1991,1992,1993,1994,1995,1996,1997,1998,1999,2000
  - 2001,2002,2003,2004,2005,2006,2007,2008,2009,2010
  - 2011,2012,2013,2014,2015,2016,2017,2018

- マンハッタンステークス歴代勝ち馬–equibase